# Droga krajowa B193 (Niemcy)
Droga krajowa 193 (niem. Bundesstraße 193, B 193) – niemiecka droga krajowa przebiegająca  z południa na północ od skrzyżowania z drogą B96 na obwodnicy Neustrelitz do skrzyżowania z drogą B192 na obwodnicy Penzlin w Meklemburgii-Pomorzu Przednim.